# Xiuhcóatl
Xiuhcóatl és un superordinador pertanyent al CINVESTAV, posat en funcionament el 25 de gener de 2012, se situa en la unitat Zacatenco d'aquest centre d'investigació. És el superordinador amb més capacitat de càlcul a Mèxic. El nom és d'origen prehispànic i fa referència a l'arma del déu Huitzilopochtli té el seu origen en el náhuatl i etimològicament significa “serp de foc”.
Xiuhcóatl forma part del Laboratori Nacional de Còmput d'Alt Rendiment (LANCAD), que juntament amb els supercomputadors de la UAM (Aitzaloa i Yoltla) i la UNAM (Kan Balam) amb l'objectiu d'atendre els problemes científics més demandants, mitjançant la conformació d'una GRID de gran capacitat a la zona metropolitana de la Ciutat de Mèxic.

## Arquitectura
Xiuhcóatl és un clúster híbrid conformat per un total dels 170 servidors els quals es distribueixen de la següent forma:
- 88 nodes de còmput intel.
- 9 nodes de còmput amb capacitat de fins a 4 targetes GPU.
- 1 node de Visualització.
- 72 nodes de còmput AMD.

Compta amb 3.480 nuclis de processament i 16.128 GPUs, la qual cosa fa possible tenir un consum energètic un 15% més baix que tecnologies anteriors. A més, té una capacitat de 7200 GB de memòria RAM. També posseeix un sistema d'emmagatzematge d'una capacitat aproximada de 67,16 terabytes (67.160 GB), equiparable a guardar més de 16 mil DVD de 4 GB cadascun.
Respecte a les seves capacitats de comunicacions i d'emmagatzematge té una capacitat d'Interconnexió de 40Gb/s full-senar-blocking en tecnologia InfiniBand en tot el clúster i dos sistemes d'emmagatzematge tipus Lustre File System de 40TB i 20TB usables en RAID 6.